# Gaetano Liuzzo
Gaetano Liuzzo (Tortorici, 8 de diciembre de 1911-14 de noviembre de 2003) fue un sacerdote católico italiano, oblato de María Inmaculada, misionero por muchos años en África y fundador del instituto secular Cooperadoras Oblatas Misioneras de la Inmaculada.

## Biografía
Gaetano Liuzzo nació en el seno de una familia de campesinos, en Tortorici (Sicilia-Italia). Sus padres fueron Natalio Liuzzo y Francesca Triccari. Huérfano de madre con solo seis años de edad.Realizó sus estudios en la Escuela Apostólica OMI de Santa Maria a Vico.Allí mismo, tomó la decisión de ingresar a la congregación religiosa Oblatos de María Inmaculada. El 15 de agosto de 1929 hizo sus primeros votos y el 27 de diciembre de 1932 la profesión perpetua. Fue ordenado sacerdote el 7 de julio de 1936. Su primer destino fue la comunidad de San Giorgio Cavanese. Desde entonces se dedicó a la propaganda misionera.
Liuzzo fue director de la revista italiana OMI y se encargó del cuidado de la Asociación de Laicos de María Inmaculada (AMMI). Con algunas asociadas de este movimiento laical,  en Florencia (Italia), el 22 de agosto de 1951, fundó la Pía Asociación de Hermanas Oblatas, conocidas hoy como Cooperadoras Oblatas Misioneras de la Inmaculada (COMI).Sin embargo, nunca se retuvo como fundador del instituto sino que pensaba de sí mismo, un continuador de la obra de Eugenio de Mazenod, fundador de los oblatos.
Desde el ámbito de la propaganda y por medio de sus misioneras laicas, trabajó por las misiones africanas que la Iglesia católica había confiado a los Oblatos de María Inmaculada en la actual Namibia. En su obra Missionari di tutti i climi narra la dura historia de los misioneros en un pueblo colonizado por los alemanes en la época de Reich, cuando los campos de concentración no solo existían en Europa.Su amor por las misiones fue una atracción para numerosas vocaciones. Se dice de él que unos cincuenta seminaristas diocesanos ingresaron a los Oblatos de María Inmaculada debido a su predicación sobre las misiones. Uno de estos seminaristas fue el sacerdote misionero Mario Borzaga, venerado hoy como beato, en la Iglesia católica.
Murió el 14 de noviembre de 2003 a los 92 años de edad.

## Obras
- Missionari di tutti i climi, S. Giorgio Canavese 1946.[8]
- La sinfonia dell'amore. Il Padre Nostro dell'uomo d'oggi. Con Cristo per la missione, Roma 1985.[9]
- Canto di amore. L'Ave Maria dell'uomo d'oggi. Con Maria per la missione verso il terzo millennio, Roma 1988.[10]